# الن گاندی
الن گاندی (به انگلیسی: Ellen Gandy) (زادهٔ ۱۵ اوت ۱۹۹۱) شناگر اهل بریتانیا است.